# Мі-Сі-Соль
Мі-Сі-Соль — фестиваль авторської пісні, проходить щороку в липні в Житомирській області. Його започаткував український поет-бард Олександр Щирін 2002 року. Вперше пройшов у селі Дениші на лівому березі р. Тетерів. Згодом фестиваль отримав статус міжнародного, і 2019 року це вже був вісімнадцятий фестиваль за ліком. Після смерті Олександра Щиріна фестиваль отримав його ім'я, змінивши повну офіційну назву на «Житомирський міжнародний фестиваль конкурсної авторської пісні ім. Щиріна „Мі-сі-соль“».

## Засновник
Щирін Олександр Олександрович (30 січня  1951, с. Лука, Житомирський район) — український поет-бард, організатор бардівських фестивалів. 1973 року закінчив Київський автодорожній інститут (нині Національний транспортний університет) за спеціальністю інженер-механік.
В 1973—1974 рр. служив у збройних силах СРСР. Працював у Житомирському автодорожньому технікумі (нині Житомирський автодорожній коледж НТУ) викладачем спеціальних дисциплін механічного відділення.
Був одружений, мав дружину, двох синів та внуків.

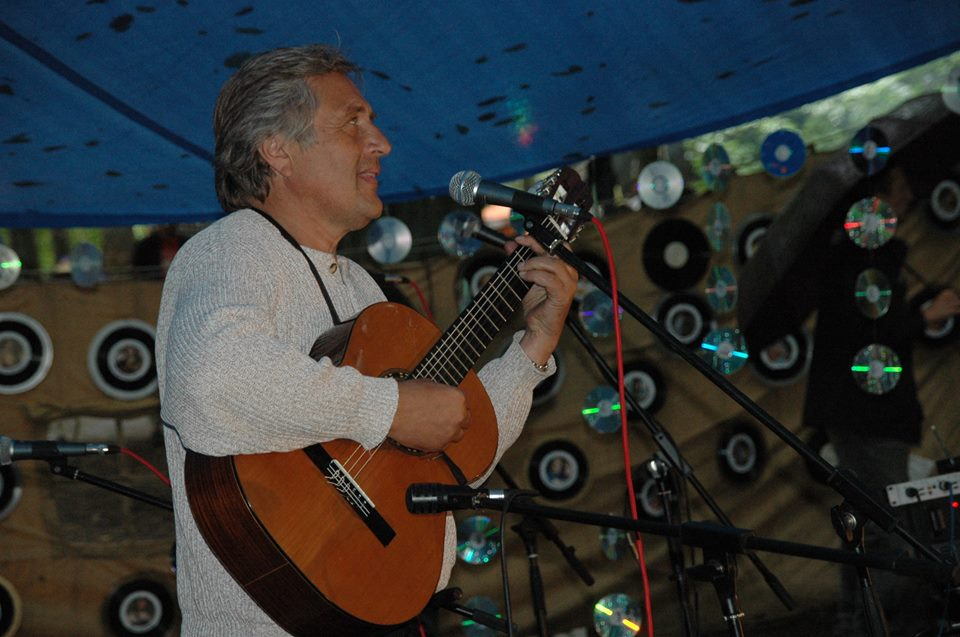
Щирін Олександр 2011

Брав активну участь у культурному житті міста Житомира, за що неодноразово був відзначений подяками, грамотами та іншими нагородами. Був талановитою і всебічно обдарованою людиною. Добре грав на гітарі. Співав у хорі коледжу, якому згодом присвоїли звання народного. Грав у театральному гуртку коледжу, керівником якого був заслужений артист України Григорій Михайлович Артеменко. Особливо була відзначена вистава «Живи і пам'ятай» за однойменною п'єсою В. Распутіна, де він зіграв одну з головних ролей (Андрія Гуськова). Вистава відбулася 15 січня 1982 року, про це писала навіть місцева преса, а колектив отримав звання народного.
Писав вірші та пісні, серед яких його улюблена «Наши Денеши».